# Sidusa carinata
Sidusa carinata là một loài nhện trong họ Salticidae.
Loài này thuộc chi Sidusa. Sidusa carinata được Otto Kraus miêu tả năm 1955.